# Siedlęcin
Siedlęcin (německy Boberröhrsdorf, ve středověku Rudgersdorf) je vesnice v Polsku, v gmině Jeżów Sudecki v okrese Krkonoše (Dolnoslezské vojvodství).

## Geografická poloha a charakteristika sídla
Siedlęcin leží na horním toku řeky Bobr na území chráněné krajinné oblasti Park krajobrazowy Doliny Bobru, v úseku mezi přehradními nádržemi Jezioro Modre na jihovýchodě a Jezioro Wrzeszczyńskie a Jezioro Pilchowickie na severozápadě. Vzdálenost mezi administrativním centrem okresu Jelení Horou a Siedlęcinem činí necelých 4,5 km vzdušnou čarou. Od Jeżówa Sudeckého je Siedlęcin vzdálen asi 2,5 km směrem na západ. Siedlęcin leží na železniční trati z Jelení Hory do Lwówku Śląského, na níž je však zachována osobní doprava jen v minimálním rozsahu.
Siedlęcin je z hlediska charakteru zástavby typickou lesní lánovou vsí (polsky łańcuchówka, německy Waldhufendorf). Jde o typ protáhlé vsi s domy podél cesty (Siedlęcin je dlouhý cca 5 km), jaké byly budovány od středověku saskými osadníky nejen v Německu, ale mj. i v některých oblastech Polska - jen v Dolnoslezském vojvodství lze nalézt celou řadu takovýchto příkladů.

## Historie

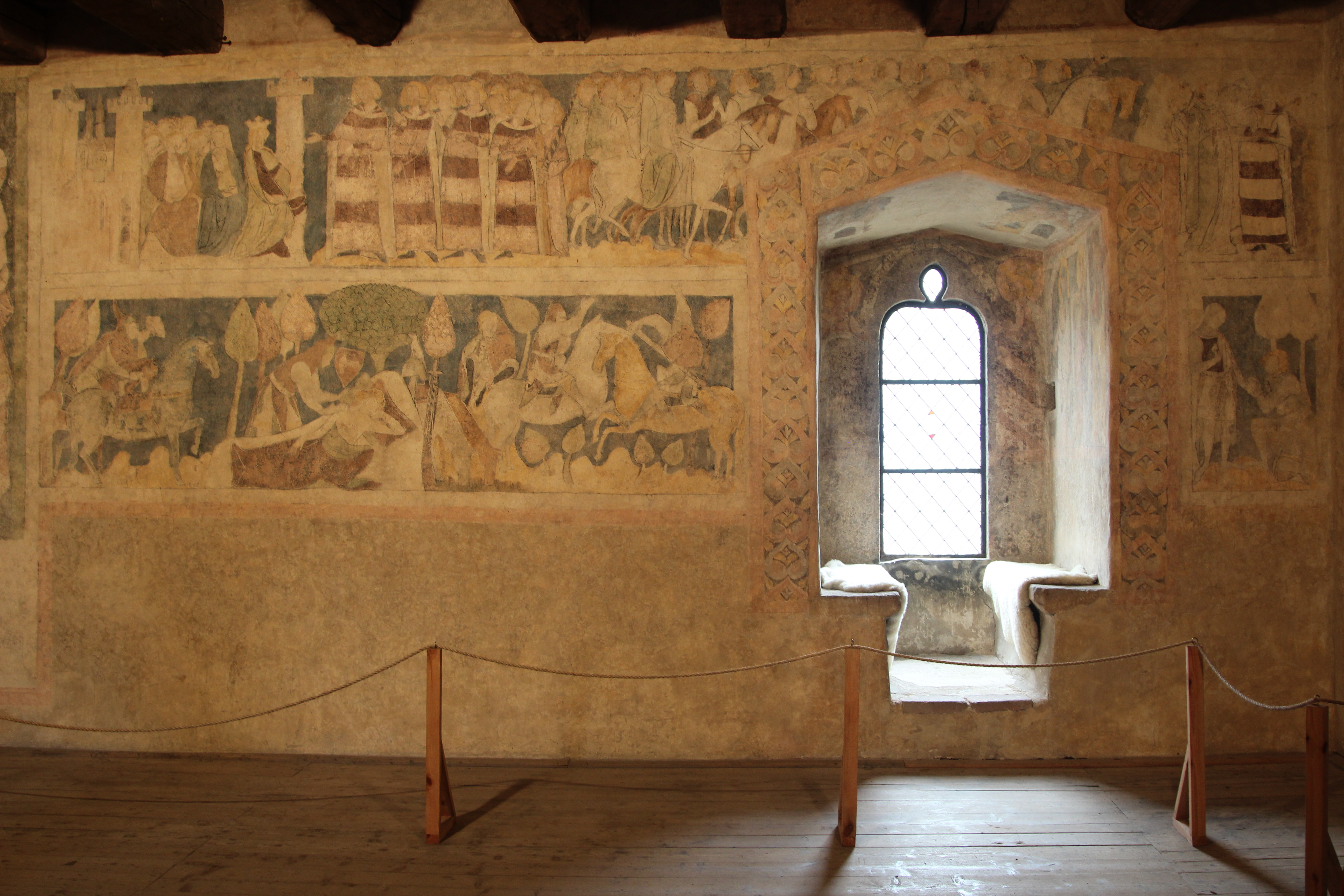
Fresky na zdech knížecí věže

Ves Siedlęcin pravděpodobně vznikla na přelomu 13. a 14. století. Z roku 1305 je doložen její název Rudgersdorf, z druhé poloviny 14. století pak Rudigersdorf. Od 17. století se objevuje název Boberröhrsdorff, případně další verze, jako například Bober-Röhrsdorf. Po odsunu německého obyvatelstva v roce 1945 se užívala jména jako Bobrowice či Sobięcin, až vyhláškou z listopadu roku 1946 byl stanoven definitivní název "Siedlęcin".

## Památky

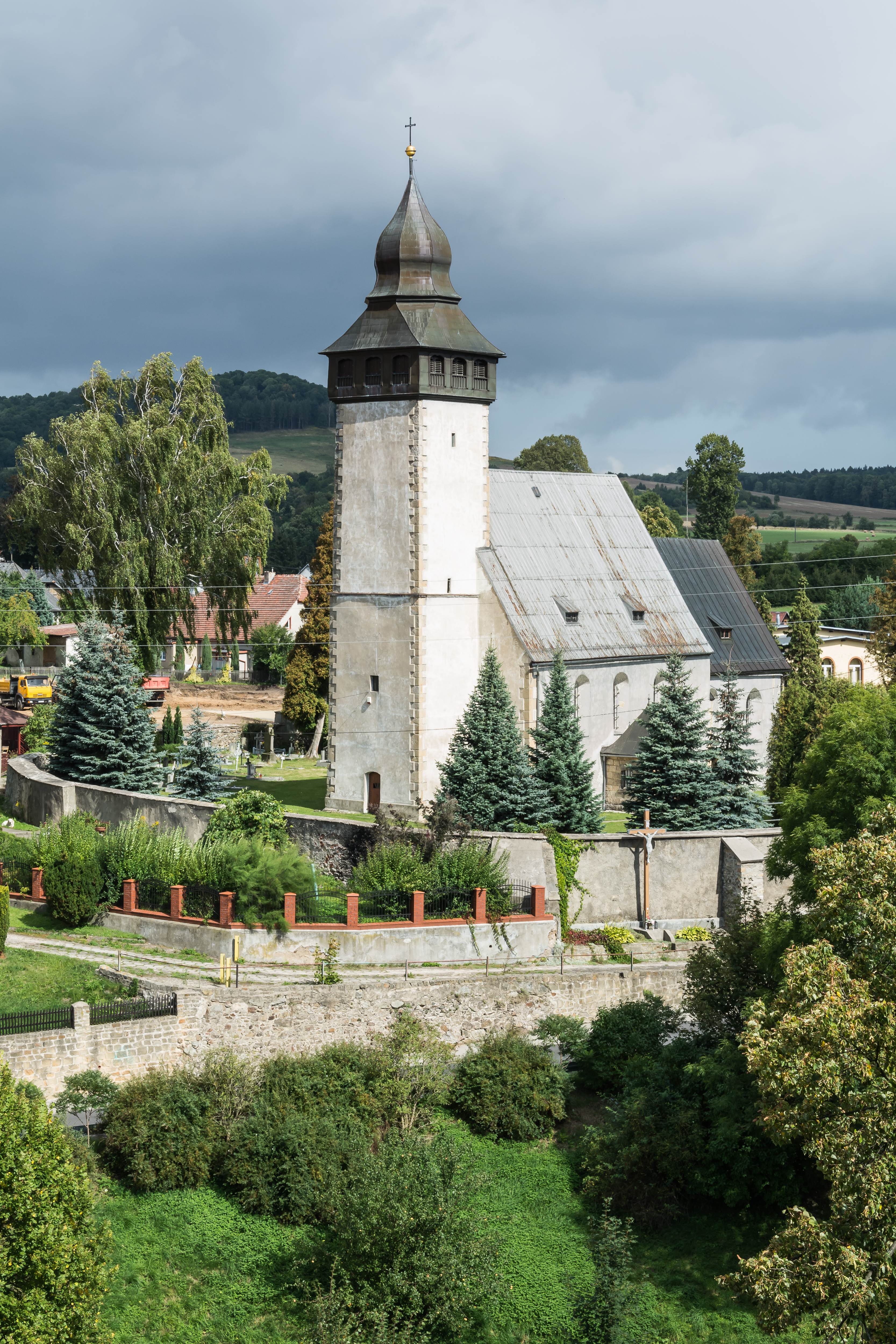
Kostel svatého Mikuláše

- Wieża książęca (někdy nesprávně označovaná jako Wieża Rycerska) - gotická obranná a obytná věž. Její stavba byla zahájena pravděpodobně v roce 1314 na příkaz knížete Jindřicha I. Javorského z rozrodu slezských Piastovců. Na stěnách velkého sálu ve druhém poschodí věže se zachovaly cenné nástěnné malby, které vznikly s použitím techniky al secco v polovině 14. století a zobrazují příběhy z legendy o rytíři Lancelotovi od Jezera. Tyto malby patří k nejstarším v Polsku i v celé Evropě.[4] V letech 1732 - 1945 byla věž v majetku Schaffgotschů. Do konce 20. století nikdo o památku nepečoval, teprve v roce 2006 byla zahájena restaurace fresek a v dalších letech započaly též opravy jednotlivých částí historické stavby. Zároveň zde probíhal archeologický průzkum. Interiér objektu, který je od roku 2001 majetkem nadace “Hrad Chudów”, slouží jako muzeum. Věž je přístupná veřejnosti denně po celý rok.[5]
- Kościół parafialny św. Mikołaja (farní kostel svatého Mikuláše) - původně gotický kostel vznikl ve 14. století, později byl přestavěn. U kostela je památkově chráněný hřbitov.
- Kościół Matki Boskiej Nieustającej Pomocy (kostel Matky boží pomocné) - kostel z 18. století.

## Geologické a jiné přírodní zajímavosti, turistické trasy

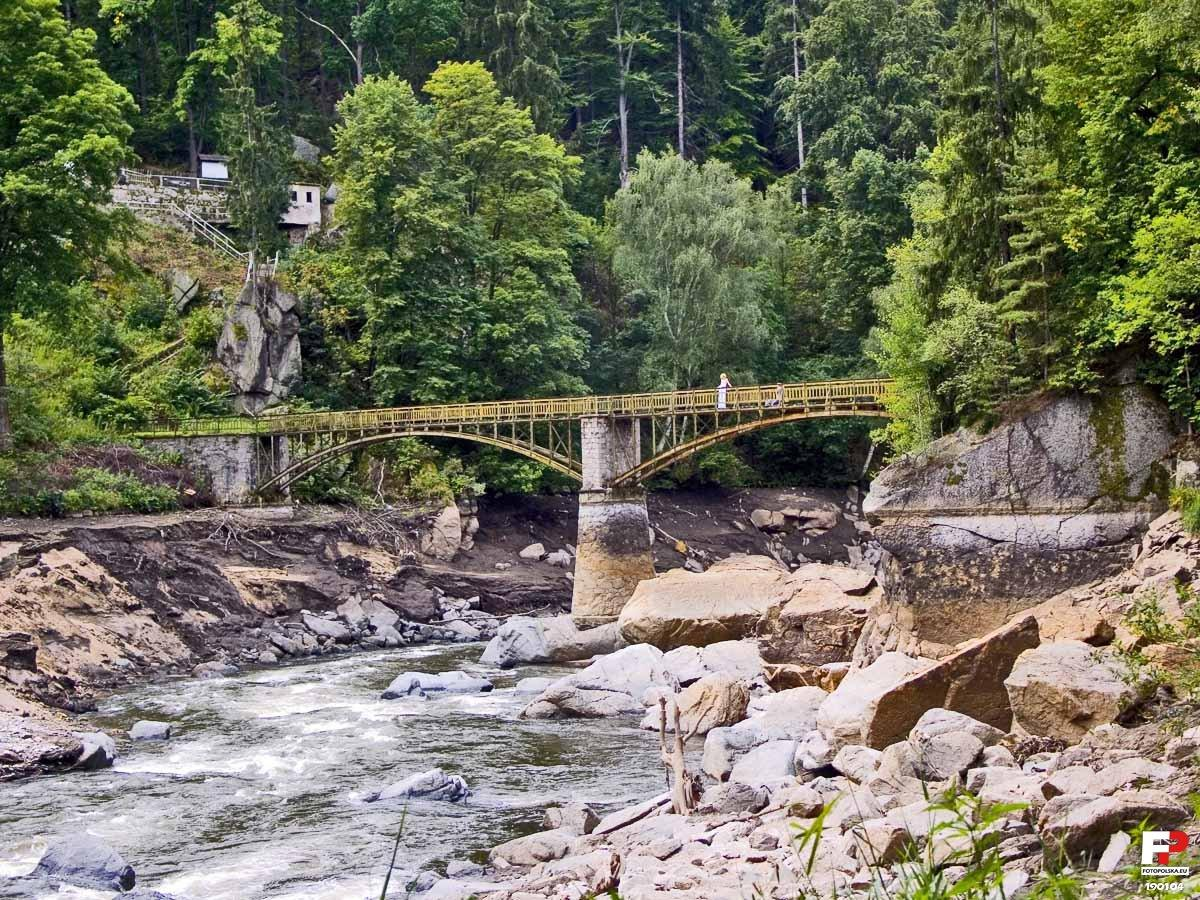
Most pro pěší přes řeku Bobr nedaleko Siedlęcina v době vypuštění přehrady Modré jezero

Oblast Siedlęcina je součástí mezinárodní česko - polské Geotrasy sudetské, která vede od Bogatyně přes Frýdlantsko, Jizerské hory a Krkonoše, Kladsko, oblast Králického Sněžku a Jesenicka až po Opavu. Mezi přírodní zajímavosti v okolí Siedlęcina patří romantická soutěska Borowy Jar, která vznikla prolomem řeky Bobru v krystalinických horninách, dále přehrady Modré jezero (Jezioro Modre), zvané Perla západu (Perla Zachodu), a Pilchovické jezero (Jezioro Pilchowickie) a též Divoká soutěska (Dziki Wąwóz) u vesnice Pokrzywnik. Hráz Modrého jezera byla vybudována z bloků strzegomské žuly v letech 1924 - 1925. Ve svahu na pravém břehu řeky u elektrárny Bobrowice I lze spatřit velké bloky ortorul, které při stavbě přehrady byly vyzdviženy z koryta Bobru a v nichž jsou vyhloubeny tzv. evorzní hrnce.
Údolím Bobru v oblasti Siedlęcina vedou kromě běžných turistických cest také dálkové trasy - Stezka piastovských hradů (Szlak Zamków Piastowskich), Geotrasa sudetská (Geostrada Sudecka) a sudetská větev Svatojakubské poutní cesty - Sudecka Droga św. Jakuba.